# Panagiotis Kanellopulos

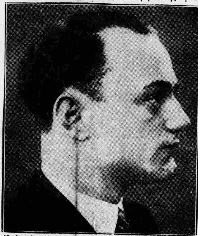
Panagiotis Kannelopoulos a la edad de 30 años

Panagiotis Kanellopulos (en griego, Παναγιώτης Κανελλόπουλος, AFI: [panaˈjotis kaneˈlopulos]; Patras, Grecia, 13 de diciembre de 1902 - 11 de septiembre de 1986) fue un político conservador griego.
Oponente al régimen de Metaxas, fue deportado entre 1937 y 1940. Se alistó como voluntario en el ejército para luchar contra las fuerzas de invasión italianas, y pasó a dirigir una organización clandestina de jóvenes nacionalistas al principio de la ocupación de Grecia por las Fuerzas del Eje. Con ayuda de los británicos se refugió en Medio Oriente donde inició su carrera política. Fue Ministro de Defensa en el gabinete de Emmanuel Tsuderos en el gobierno griego en el exilio. 
En noviembre de 1945, fue primer ministro por un breve espacio de tiempo. Después de la guerra, ocupó el cargo de Ministro de la Reconstrucción en el Gobierno de Unidad Nacional de Georgios Papandreu. Ocupó varios cargos ministeriales en los gabinetes de Alexandros Diomidis y de Constantinos Karamanlís, del que fue vice primer ministro en el gabinete salido de las controvertidas elecciones de 1961. Cuando Caramanlís dimitió en 1963, Kanellopulos se convirtió en el líder del partido Unión Nacional Radical (ERE).
El 3 de abril de 1967, el Rey Constantino II le nombró primer ministro en sustitución de Ioannis Paraskevopulos, con el que tenían discrepancias. Fue depuesto el 21 de abril siguiente por el golpe de Estado de los coroneles tras haber estado solo 18 días en el puesto, y permaneció siete años bajo arresto domiciliario.
A partir de 1974, durante la Metapolítefsi (periodo de transición hacia la democracia), Kanellopulos reanudó su actividad parlamentaria como miembro del partido Nueva Democracia.